# Mistrovství Evropy v atletice 1954

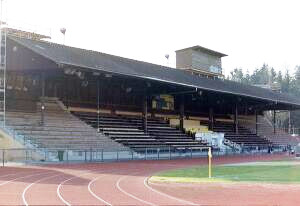
Stadion Neufeld

5. mistrovství Evropy v atletice se uskutečnilo ve dnech 25. – 29. srpna 1954 na stadionu Neufeld ve švýcarském Bernu.
Na tomto šampionátu měly ženy poprvé na programu běh na 800 metrů. Naposledy se naopak konala chůze mužů na 10 km, která byla na následujícím šampionátu ve Stockholmu 1958 nahrazena chůzí na 20 km.

## Medailisté

### Muži
| Soutěž            | Zlato                                                                                      | Stříbro                                                                               | Bronz                                                                        |
| ----------------- | ------------------------------------------------------------------------------------------ | ------------------------------------------------------------------------------------- | ---------------------------------------------------------------------------- |
| 100 m             | Heinz Fütterer 10,5                                                                        | René Bonino 10,6                                                                      | George Ellis 10,7                                                            |
| 200 m             | Heinz Fütterer 20,9                                                                        | Ardalion Ignaťjev 21,1                                                                | George Ellis 21,2                                                            |
| 400 m             | Ardalion Ignaťjev 46,6                                                                     | Voitto Hellstén 47,0                                                                  | Zoltán Adamik 47,6                                                           |
| 800 m             | Lajos Szentgali 1:47,1                                                                     | Lucien De Muynck 1:47,3                                                               | Audun Boysen 1:47,4                                                          |
| 1500 m            | Roger Bannister 3:43,8                                                                     | Gunnar Nielsen 3:44,4                                                                 | Stanislav Jungwirth 3:45,4                                                   |
| 5000 m            | Volodymyr Kuc 13:56,6                                                                      | Christopher Chataway 14:08,8                                                          | Emil Zátopek 14:10,2                                                         |
| 10 000 m          | Emil Zátopek 28:58,0                                                                       | József Kovács 29:25,8                                                                 | Frank Sando 29:27,6                                                          |
| Maraton           | Veikko Karvonen 2.24:51                                                                    | Boris Grišajev 2.24:55                                                                | Ivan Filin 2.25:26                                                           |
| 110 m překážek    | Jevgenij Bulančik 14,4                                                                     | John Parker 14,6                                                                      | Berthold Steines 14,7                                                        |
| 400 m překážek    | Anatolij Julin 50,5                                                                        | Jurij Litujev 50,8                                                                    | Sven-Oswald Mildh 51,5                                                       |
| 3000 m překážek   | Sándor Rozsnyói 8:49,6                                                                     | Olavi Rinteenpää 8:52,4                                                               | Ernst Larsen 8:53,2                                                          |
| Štafeta 4 × 100 m | Maďarská lidová republika 40,6 László Zarándi Géza Varasdi György Csányi Béla Goldoványi   | Velká Británie 40,8 Kenneth Box George Ellis Kenneth Jones Brian Shenton              | Sovětský svaz 40,9 Boris Tokarev Viktor Rjabov Levan Sanadze Leonid Barteněv |
| Štafeta 4 × 400 m | Francie 3:08,7 Claude Haarhoff Jacques Degats Jean-Paul Martin du Gard Jean-Pierre Goudeau | Západní Německo 3:08,8 Hans Geister Helmut Dreher Heinz Ulzheimer Karl-Friedrich Haas | Finsko 3:11,5 Raimo Graeffe Sven-Oswald Mildh Rolf Back Voitto Hellstén      |
| Chůze na 10 km    | Josef Doležal 45:01,8                                                                      | Anatolij Jegorov 45:53,0                                                              | Sergej Lobastov 46:21,8                                                      |
| Chůze na 50 km    | Vladimir Uchov 4:22:11,2                                                                   | Josef Doležal 4:25:07,4                                                               | Antal Róka 4:31:32,2                                                         |
| Skok do výšky     | Bengt Nilsson 2,02 m                                                                       | Jiří Lanský 1,98 m                                                                    | Jaroslav Kovář 1,96 m                                                        |
| Skok o tyči       | Eeles Landström 4,40 m                                                                     | Ragnar Lundberg 4,40 m                                                                | Jukka Piironen 4,30 m Geoff Elliott 4,30 m                                   |
| Skok daleký       | Ödön Földessy 7,51 m                                                                       | Zbigniew Iwański 7,46 m                                                               | Ernest Wanko 7,41 m                                                          |
| Trojskok          | Leonid Ščerbakov 15,90 m                                                                   | Roger Norman 15,17 m                                                                  | Martin Řehák 15,10 m                                                         |
| Vrh koulí         | Jiří Skobla 17,20 m                                                                        | Otto Grigalka 16,69 m                                                                 | Heino Heinaste 16,27 m                                                       |
| Hod diskem        | Adolfo Consolini 53,44 m                                                                   | Giuseppe Tosi 52,34 m                                                                 | József Szécsényi 51,58 m                                                     |
| Hod kladivem      | Michail Krivonosov 63,34 m                                                                 | Sverre Strandli 61,07 m                                                               | József Csermák 59,72 m                                                       |
| Hod oštěpem       | Janusz Sidło 76,35 m                                                                       | Vladimir Kuzněcov 74,61 m                                                             | Soini Nikkinen 73,38 m                                                       |
| Desetiboj         | Vasilij Kuzněcov 6 752 bodů                                                                | Torbjörn Lassenius 6 424 bodů                                                         | Heinz Oberbeck 6 263 bodů                                                    |

### Ženy
| Soutěž            | Zlato                                                                              | Stříbro                                                                                     | Bronz                                                                             |
| ----------------- | ---------------------------------------------------------------------------------- | ------------------------------------------------------------------------------------------- | --------------------------------------------------------------------------------- |
| 100 m             | Irina Turovová 11,8                                                                | Bertha van Duyneová 11,9                                                                    | Ann Pashleyová 11,9                                                               |
| 200 m             | Marija Itkinová 24,3                                                               | Irina Turovová 24,4                                                                         | Shirley Hamptonová 24,4                                                           |
| 800 m             | Nina Otkalenková 2:08,8                                                            | Diane Leatherová 2:09,8                                                                     | Ljudmila Lysenková 2:11,2                                                         |
| 80 m překážek     | Marija Golubničaja 11,0                                                            | Anneliese Seonbuchner 11,2                                                                  | Pamela Seaborne 11,3                                                              |
| Štafeta 4 × 100 m | Sovětský svaz 45,8 Věra Krepkinová Rimma Uliskinová Marija Itkinová Irina Turovová | Západní Německo 46,3 Irmgard Egertová Charlotte Böhmerová Irene Brüttingová Maria Sanderová | Itálie 46,6 Maria Mussová Giuseppina Leoneová Letizia Bertoniová Milena Greppiová |
| Skok do výšky     | Thelma Hopkinsová 1,67 m                                                           | Jolanda Balașová 1,65 m                                                                     | Olga Modrachová 1,63 m                                                            |
| Skok daleký       | Jean Desforgesová 6,04 m                                                           | Alexandra Čudinová 5,93 m                                                                   | Elżbieta Duńská 5,83 m                                                            |
| Vrh koulí         | Galina Zybinová 15,65 m                                                            | Marija Kuzněcovová 14,99 m                                                                  | Tamara Tyškevičová 14,78 m                                                        |
| Hod diskem        | Nina Ponomarjovová 48,02 m                                                         | Irina Begljakovová 45,79 m                                                                  | Galina Zybinová 44,77 m                                                           |
| Hod oštěpem       | Dana Zátopková 52,91 m                                                             | Virve Roolaidová 49,94 m                                                                    | Naděžda Koňajevová 49,49 m                                                        |
| Pětiboj           | Alexandra Čudinová 4 526 bodů                                                      | Maria Sanderová 4 485 bodů                                                                  | Maria Sturmová 4 357 bodů                                                         |

## Medailové pořadí
| Umístění | Stát                             | Zlato | Stříbro | Bronz | Celkem |
| -------- | -------------------------------- | ----- | ------- | ----- | ------ |
| 1.       | Sovětský svaz                    | 16    | 11      | 8     | 35     |
| 2.       | Československo                   | 4     | 2       | 5     | 11     |
| 3.       | Maďarská lidová republika        | 4     | 1       | 4     | 9      |
| 4.       | Velká Británie                   | 3     | 4       | 7     | 14     |
| 5.       | Západní Německo                  | 2     | 4       | 3     | 9      |
| 6.       | Finsko                           | 2     | 3       | 3     | 8      |
| 7.       | Švédsko                          | 1     | 2       | 0     | 3      |
| 8.       | Francie                          | 1     | 1       | 1     | 3      |
| 8.       | Itálie                           | 1     | 1       | 1     | 3      |
| 8.       | Polsko                           | 1     | 1       | 1     | 3      |
| 11.      | Norsko                           | 0     | 1       | 2     | 3      |
| 12.      | Belgie                           | 0     | 1       | 0     | 1      |
| 12.      | Dánsko                           | 0     | 1       | 0     | 1      |
| 12.      | Nizozemsko                       | 0     | 1       | 0     | 1      |
| 12.      | Rumunská socialistická republika | 0     | 1       | 0     | 1      |